# Circuito Paul Armagnac

Mapa del Circuito Paul Armagnac.

El Circuito Paul Armagnac es un autódromo situado en Nogaro, región de Mediodía-Pirineos, Francia. Fue inaugurado en octubre del año 1960 con un trazado de 1750 metros de longitud. La pista fue alargada a 3120 metros en 1972 y a los 3636 metros actuales en 1989.
Además de albergar campeonatos franceses de automovilismo de velocidad y motociclismo de velocidad, varios campeonatos europeos e internacionales han corrido en Paul Armagnac: el Gran Premio de Francia de Motociclismo del Campeonato Mundial de Motociclismo en 1978 y 1982, la Fórmula 3000 entre 1990 y 1993, la BPR Global GT Series en 1995 y 1996, el Campeonato de la FIA de Sport Prototipos en 2003, la Fórmula 3 Euroseries en 2007, y el Campeonato FIA GT en 2007 y 2008.